# ديماجانكش (كجيد)
دیماجانکش (بالفارسية: دیماجانکش) هي قرية تقع في إيران في قسم كجيد الريفي. يقدر عدد سكانها بـ 214 نسمة بحسب إحصاء 2016.